# Pablo Lascano Vieyra
Pablo Lascano Vieyra nació en Santiago del Estero, Provincias Unidas del Río de la Plata. Fue hijo de Francisco Javier Lascano del Castillo y de Presentación Vieyra Zuasnábar Díaz. Vivió en Villa Salavina y llegó a ser juez de primera instancia y magistrado. En 1859, fue elegido diputado de la Sala de Representantes de Santiago del Estero, llegando a ser su presidente en 1861. Al año siguiente, Manuel Taboada fue elegido gobernador de la provincia de Santiago del Estero. Debido a su ausencia, por encontrarse de campaña en la frontera del río Salado junto a Antonino Taboada, Lascano asumió provisionalmente como gobernador. Ejerció el cargo hasta el 8 de junio de ese año, cuando Taboada pudo jurar ante la Sala de Representantes.
Estuvo casado en dos ocasiones. De su primer matrimonio con Remigia Contreras Maldonado nacieron:
1. Manuel de Jesús Lascano y Contreras, casado en el año 1871 con Alvida Roldán.
2. Octaviano Lascano y Contreras, esposo de Eulogia Vieyra.
3. David Lascano y Contreras, natural de Santiago del Estero, donde nació el 12 de agosto de 1853. Contrajo nupcias con Dolores Cornejo.
4. Pablo Lascano y Contreras, nacido en Villa Salavina, fue diputado, ministro, diplomático, periodista y escritor. Es considerado el iniciador de la literatura santiagueña y precursor de la literatura regional. Contrajo nupcias en su provincia natal con María de Jesús Gorostiaga Paz, con la que tuvo a Víctor Lascano Gorostiaga.[3]
5. Presentación Lascano y Contreras, esposa de Alejandro Gancedo, con quien tuvo a Alejandro Gancedo (h), abogado, escritor, diplomático, arqueólogo y político santiagueño.
6. Justiniano Lascano y Contreras, esposo de Mercedes Bustamante y Sánchez.
7. Remigia Lascano y Contreras, casada con Florentino Correa.
8. Víctor Lascano y Contreras.

Del segundo enlace con Escolástica Vieyra nacieron:
1. Mercedes Lascano y Vieyra.
2. Vicente Lascano y Vieyra.
3. Ramón Lascano y Vieyra.
4. Jaime Lascano y Vieyra.
5. Lucinda Lascano y Vieyra.[4]